# Pierre Rapsat
Pierre Rapsat, nato Pierre Raepsaet (Ixelles, 28 maggio 1948 – Verviers, 20 aprile 2002), è stato un cantautore belga, francofono.
Ha rappresentato il Belgio all'Eurovision Song Contest 1976.